# طواف بايرن 2014

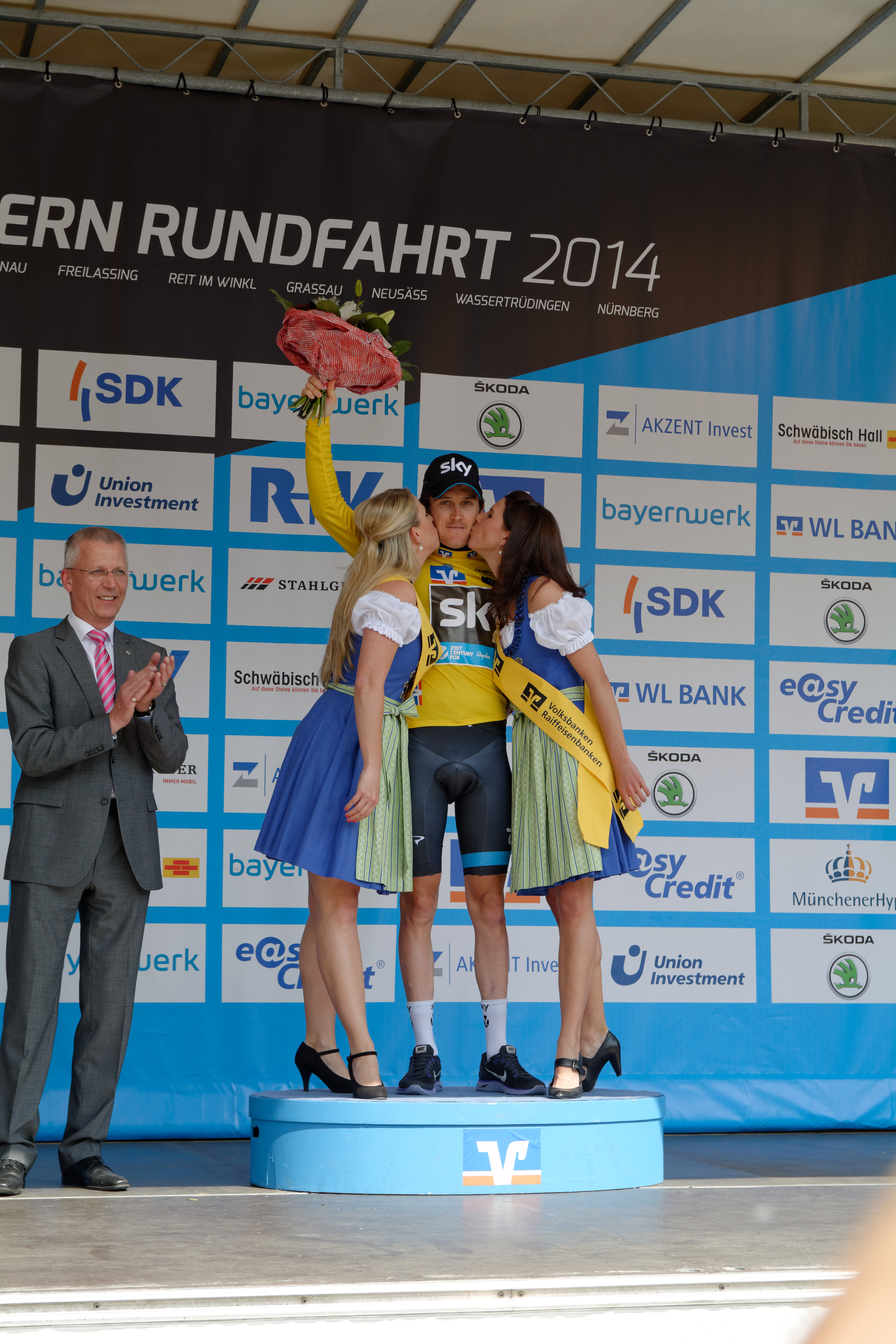

طواف بايرن 2014 (بالإنجليزية: 2014 Bayern–Rundfahrt)‏  هو سباق دراجات هوائية، وهو الموسم رقم 35 من السباق، وأقيم في 2014، وأقيم خلال الفترة 28 مايو 2014، وحتى 1 يونيو 2014، وامتدّ لمسافة 788 كيلومتر، وهو أحد سباقات طواف أوروبا للدراجات 2014، وهو من نوع سباق المرحلة.
فاز فيه بالمركز الأول جيرانت توماس، وبالمركز الثاني ماتياس فرانك، وبالمركز الثالث فاسيل كريانكا.

## الفائزون
| الترتيب | الفائز        |
| ------- | ------------- |
| الفائز  | جيرانت توماس  |
| الثاني  | ماتياس فرانك  |
| الثالث  | فاسيل كريانكا |

## وصلات خارجية
- الموقع الرسمي